# كيلكان
كيلكان هي بلدة في مقاطعة شيرآباد في ولاية صرخنداريا في أوزبكستان.